# Totana
Totana ist eine Gemeinde in der autonomen Region Murcia in Spanien. Sie liegt 42 km südwestlich von Murcia entfernt. Die Autovía A-7 umgeht den Ort auf der östlichen Seite.
2024 hatte die Gemeinde 33.663 Einwohner auf einer Fläche von 288,93 km².

## Partnerstadt
Einzige Partnerstadt der Gemeinde ist aktuell Kalocsa in Ungarn.

## Söhne und Töchter
- Bárbara Rey (* 1950), spanische Schauspielerin
- Miguel Porlán Noguera (* 1961), Spielername Chendo, ehemaliger spanischer Fußballspieler